# Những con Hổ giải phóng Tamil
Những con Hổ giải phóng Tamil (viết tắt: Hổ Tamil /LTTE)  là một tổ chức chiến binh người Tamil có trụ sở ở đông bắc Sri Lanka. Mục đích của tổ chức này là đảm bảo một nhà nước Tamil Eelam độc lập ở phía bắc và phía đông để đáp lại các chính sách nhà nước của các chính phủ Sri Lanka kế tiếp vốn bị coi là phân biệt đối xử đối với người Tamil thiểu số Sri Lanka, cũng như các hành động áp bức — bao gồm cả chống người Tamil pogroms vào năm 1956 và 1958 - được thực hiện bởi đa số người Sinhala.
Được thành lập vào tháng 5 năm 1976 bởi Velupillai Prabhakaran, LTTE đã tham gia vào các cuộc đụng độ vũ trang chống lại chính phủ Sri Lanka và các lực lượng vũ trang. Các cuộc đàn áp chống lại người Tamil ở Sri Lanka tiếp tục diễn ra bởi đám đông người Sinhalese, với cuộc chiến chống người Tamil năm 1977 và việc đốt cháy Thư viện Công cộng Jaffna năm 1981 diễn ra. Sau cuộc chiến chống người Tamil kéo dài một tuần vào tháng 7 năm 1983 do đám đông người Sinhalese thực hiện mà được gọi là Tháng Bảy Đen, LTTE leo thang xung đột liên tục thành một cuộc nổi dậy theo chủ nghĩa dân tộc quy mô toàn diện, bắt đầu cuộc Nội chiến Sri Lanka. Đến thời điểm này, LTTE đã được coi là sự chi phối hầu hết các nhóm chiến binh Tamil ở Sri Lanka và là một trong những lực lượng du kích đáng lo ngại nhất trên thế giới, trong khi tình trạng Prabhakaran như là một sự tự do máy bay chiến đấu du kích dẫn đến sự so sánh để cách mạng Che Guevara của toàn cầu phương tiện truyền thông, mặc dù hành động của Prabhakaran cũng bị nhiều người coi là khủng bố.
Ban đầu khởi đầu là một lực lượng du kích, LTTE ngày càng giống một lực lượng chiến đấu thông thường với một cánh quân phát triển tốt bao gồm hải quân, đơn vị đổ bộ đường không, cánh tình báo và đơn vị chuyên tấn công cảm tử. Đặc biệt, mối quan hệ của Ấn Độ với LTTE rất phức tạp, vì nước này từ lúc đầu hỗ trợ tổ chức này đến việc tham gia trực tiếp vào lực lượng gìn giữ hòa bình của Ấn Độ (IPKF), do những thay đổi trong chính sách đối ngoại của tổ chức này trong thời gian giai đoạn của cuộc xung đột. LTTE nổi tiếng toàn cầu vì sử dụng phụ nữ và trẻ em trong chiến đấu  và thực hiện một số vụ ám sát cấp cao, bao gồm cả cựu Thủ tướng Ấn Độ Rajiv Gandhi vào năm 1991 và Tổng thống Sri Lanka Ranasinghe Premadasa vào năm 1993.
Trong suốt cuộc xung đột, LTTE thường xuyên trao đổi quyền kiểm soát lãnh thổ ở phía đông bắc với quân đội Sri Lanka, hai bên xảy ra các cuộc đối đầu quân sự căng thẳng. Tổ chức này đã tham gia vào bốn vòng đàm phán hòa bình không thành công với chính phủ Sri Lanka và đỉnh điểm là vào năm 2000, LTTE đã kiểm soát 76% diện tích đất ở các tỉnh phía Bắc và phía Đông của Sri Lanka. Prabhakaran đứng đầu tổ chức từ khi thành lập cho đến khi qua đời vào năm 2009. Từ năm 1983 đến 2009, hơn 80.000 người đã thiệt mạng trong cuộc nội chiến, trong đó nhiều người là người Tamil Sri Lanka. 800.000 người Tamil Sri Lanka cũng rời Sri Lanka đến nhiều điểm đến khác nhau, bao gồm Châu Âu, Bắc Mỹ và Châu Á. LTTE đã được 32 quốc gia, bao gồm Liên minh Châu Âu, Canada, Hoa Kỳ và Ấn Độ, chỉ định là một tổ chức khủng bố.

## Lịch sử

### Bối cảnh
Sự mất cân bằng giữa các sắc tộc trong lịch sử giữa người Sinhala và Tamil được cho là đã tạo ra nền tảng cho nguồn gốc của LTTE. Các chính phủ Sri Lanka sau khi độc lập đã cố gắng chấn chỉnh sự ưu đãi và trao quyền không cân xứng cho người thiểu số Tamil của những người cai trị thuộc địa, dẫn đến phân biệt sắc tộc, gieo mầm hận thù và chính sách chia rẽ  bao gồm cả " Đạo luật chỉ dành cho người Sinhala " và đã đưa nhiều nhà lãnh đạo Tamil dấy lên tư tưởng ly khai. Đến những năm 1970, cuộc đấu tranh chính trị bất bạo động ban đầu cho một nhà nước Tamil độc lập đa sắc tộc đã được sử dụng để biện minh cho một cuộc nổi dậy ly khai bạo lực do LTTE lãnh đạo.
Vào đầu những năm 1970, chính phủ Mặt trận Thống nhất Sirimavo Bandaranaike đã đưa ra chính sách tiêu chuẩn hóa để điều chỉnh số lượng thấp người Sinhalese được chấp nhận vào đại học ở Sri Lanka. Một sinh viên tên là Satiyaseelan đã thành lập Tamil Manavar Peravai (Tamil Students League) để chống lại điều này. Nhóm này bao gồm thanh niên Tamil, những người ủng hộ quyền của học sinh được ghi danh công bằng. Lấy cảm hứng từ cuộc nổi dậy thất bại năm 1971 của Janatha Vimukthi Peramuna, đây là nhóm nổi dậy Tamil đầu tiên của loại hình này. Nó bao gồm khoảng 40 thanh niên Tamil, bao gồm Ponnuthurai Sivakumaran (sau này là thủ lĩnh của nhóm Sivakumaran), K. Pa Hen-rích (một trong những thành viên sáng lập của EROS) và Velupillai Prabhakaran, một thanh niên 18 tuổi theo định hướng giai cấp độc thân. Valvettithurai (VVT). Năm 1972, Prabhakaran hợp tác với Chetti Thanabalasingam, Jaffna để thành lập Tamil New Tigers (TNT), với Thanabalasingham làm thủ lĩnh. Sau khi anh ta bị giết, Prabhakaran lên thay. Đồng thời, Nadarajah Thangathurai và Selvarajah Yogachandran (hay còn gọi bằng anh nom de guerre Kuttimani) cũng đã tham gia vào các cuộc thảo luận về một cuộc nổi dậy. Sau đó (năm 1979) họ thành lập một tổ chức riêng có tên là Tổ chức Giải phóng Tamil Eelam (TELO) để vận động thành lập một Tamil Eelam độc lập. Các nhóm này cùng với một nhân vật nổi tiếng khác của cuộc đấu tranh vũ trang, Ponnuthurai Sivakumaran, đã tham gia vào một số hoạt động tấn công chống lại các chính trị gia Tamil ủng hộ chính phủ, Cảnh sát Sri Lanka và chính quyền dân sự vào đầu những năm 1970. Các cuộc tấn công này bao gồm ném bom vào nơi ở và xe của Thị trưởng SLFP Jaffna, Alfred Duraiyappah, đặt bom tại một lễ hội được tổ chức ở sân vận động của thành phố Jaffna (nay là "sân vận động Duraiyappah") và cướp ngân hàng táo tợn. Sự kiện hội nghị Tamil năm 1974 cũng làm dấy lên sự giận dữ của các nhóm chiến binh này. Cả Sivakumaran và Prabhakaran đều cố gắng ám sát Duraiyappah để trả thù cho vụ việc. Sivakumaran tự sát vào ngày 5 tháng 6 năm 1974, để trốn tránh sự truy bắt của Cảnh sát. Vào ngày 27 tháng 7 năm 1975, Prabhakaran đã ám sát Duraiyappah, người bị TULF và quân nổi dậy coi là "kẻ phản bội". Prabhakaran đã bắn chết Thị trưởng khi ông ta đang đến thăm ngôi đền Krishnan ở Ponnalai.

### Thành lập và đạt đến đỉnh cao quyền lực

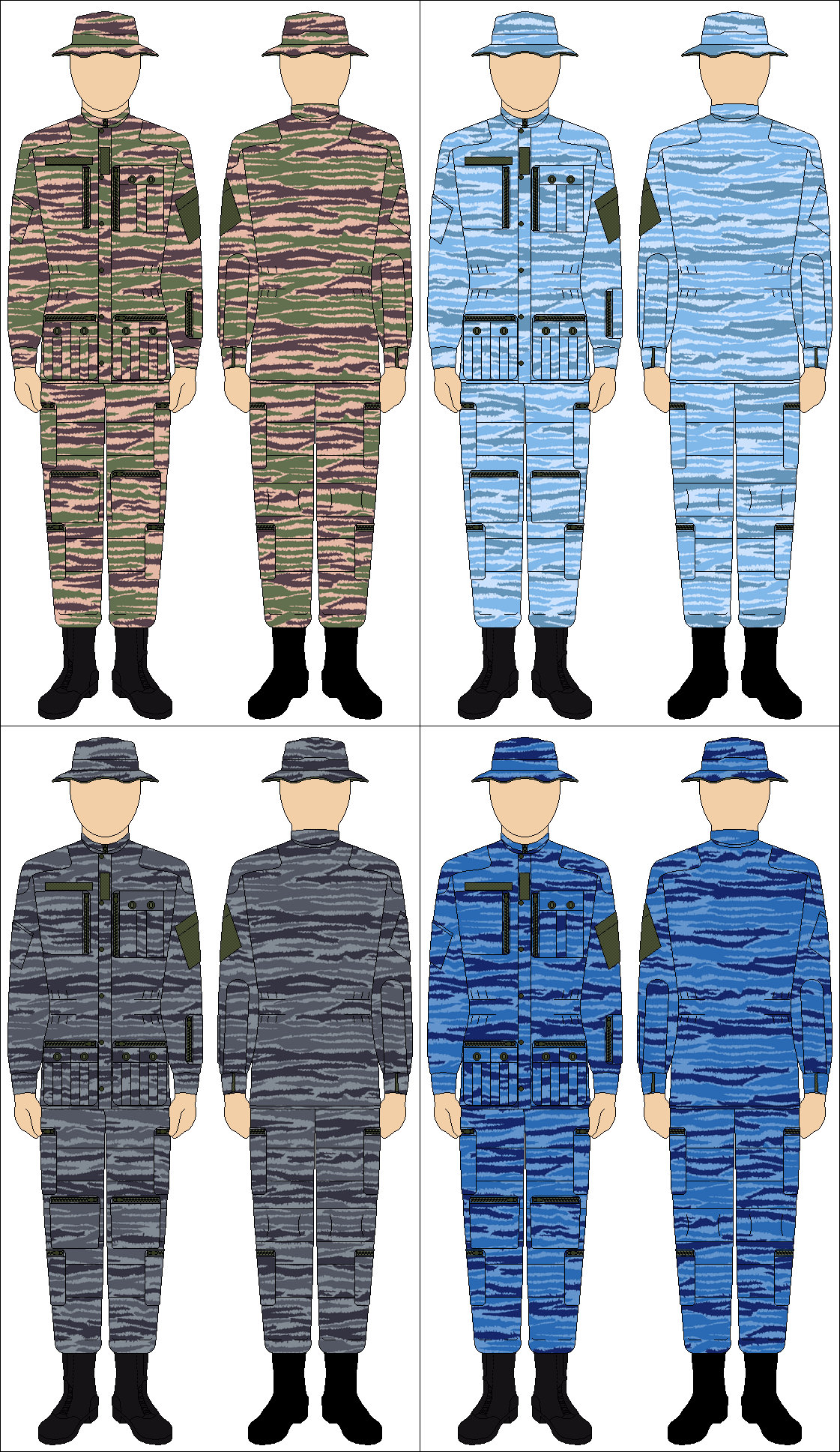
TL: Lực lượng mặt đất, TR: Lực lượng hải quân, BL: Hổ đen (Máy bay ném bom tự sát) và BR: Không quân

LTTE được thành lập vào ngày 5 tháng 5 năm 1976 với tư cách là người kế thừa của Những con hổ mới Tamil. Uma Maheswaran trở thành lãnh đạo của nó, và Prabhakaran chỉ huy quân sự của nó. Một ủy ban gồm năm thành viên cũng đã được bổ nhiệm. Nó đã được nói rằng Prabhakaran đã tìm cách "tái thời trang TNT cũ / mới LTTE thành một lực lượng chiến đấu tinh nhuệ, tàn nhẫn hiệu quả và tính chuyên nghiệp cao", bởi chuyên gia khủng bố Rohan Gunaratna. Prabhakaran giữ số lượng nhóm nhỏ và duy trì tiêu chuẩn đào tạo cao. LTTE đã thực hiện các cuộc tấn công tầm thấp nhằm vào các mục tiêu khác nhau của chính phủ, bao gồm cả cảnh sát và chính trị gia địa phương.

### Hỗ trợ TULF
Lãnh đạo Mặt trận Giải phóng Thống nhất Tamil Appapillai Amirthalingam, người được bầu vào năm 1977 làm thủ lĩnh Đối lập của Quốc hội Sri Lanka, đã bí mật ủng hộ LTTE. Amirthalingam tin rằng nếu ông có thể kiểm soát các nhóm nổi dậy Tamil, điều đó sẽ nâng cao vị thế chính trị của ông và gây áp lực buộc chính phủ phải đồng ý trao quyền tự trị chính trị cho Tamil. Vì vậy, ông đã cung cấp thư giới thiệu cho LTTE và cho các nhóm nổi dậy Tamil khác để gây quỹ. Cả Uma Maheswaran (một cựu khảo sát viên) và Urmila Kandiah, thành viên nữ đầu tiên của LTTE, đều là những thành viên nổi bật của cánh thanh niên TULF. Maheswaran là thư ký của Diễn đàn Thanh niên TULF Tamil, chi nhánh Colombo. Amirthalingam đã giới thiệu Prabhakaran với NS Krishnan, người sau này trở thành đại diện quốc tế đầu tiên của LTTE. Chính Krishnan là người đã giới thiệu Prabhakaran với Anton Balasingham, người sau này trở thành chiến lược gia chính trị và trưởng đoàn đàm phán của LTTE, công ty chia tay lần đầu tiên vào năm 1979. Uma Maheswaran bị phát hiện có quan hệ tình cảm với Urmila Kandiah, hành vi vi phạm quy tắc ứng xử của LTTE. Prabhakaran ra lệnh cho anh ta rời khỏi tổ chức. Uma Maheswaran rời LTTE và thành lập Tổ chức Giải phóng Nhân dân Tamil Eelam (PLOTE) vào năm 1980.
Năm 1980, chính phủ của Junius Richard Jayewardene đồng ý phân chia quyền lực thông qua các Hội đồng Phát triển Quận theo yêu cầu của TULF. Vào thời điểm này, LTTE và các nhóm nổi dậy khác muốn có một nhà nước riêng biệt. Họ không có niềm tin vào bất kỳ loại giải pháp chính trị nào. Do đó, TULF và các đảng chính trị Tamil khác đều bị gạt ra ngoài lề và các nhóm nổi dậy nổi lên như một lực lượng chính ở miền bắc. Trong khoảng thời gian này, một số nhóm nổi dậy khác đã tham gia đấu trường, chẳng hạn như EROS (1975), TELO (1979), PLOTE (1980), EPRLF (1980) và TELA (1982). LTTE đã ra lệnh cho dân thường tẩy chay cuộc bầu cử chính quyền địa phương năm 1983 mà TULF tranh chấp. Tỷ lệ cử tri đi bỏ phiếu trở nên thấp nhất là 10%. Sau đó, các đảng chính trị Tamil phần lớn không thể đại diện cho người Tamil khi các nhóm nổi dậy tiếp quản vị trí của họ.

#### Cuộc tấn công Thirunelveli, 1983

Các nhà lãnh đạo LTTE tại trại Sirumalai, Tamil Nadu, Ấn Độ năm 1984 trong khi họ đang được huấn luyện bởi RAW (từ L đến R, mang vũ khí được bao gồm trong ngoặc đơn) - Lingam; Cận vệ của Prabhakaran (súng AK), chỉ huy Batticaloa Aruna (Beretta Model 38 SMG), thủ lĩnh sáng lập LTTE Prabhakaran (súng lục), chỉ huy Trincomalee Pulendran (AK-47), chỉ huy Mannar Victor (M203) và trưởng ban tình báo Pottu Amman (M 16).

LTTE thực hiện cuộc tấn công lớn đầu tiên  vào ngày 23 tháng 7 năm 1983, khi họ phục kích đội tuần tra Four Four Bravo của Quân đội Sri Lanka tại Thirunelveli, Jaffna. 13 quân nhân Sri Lanka đã thiệt mạng trong vụ tấn công, dẫn đến Tháng Bảy Đen.
Một số người coi Tháng Bảy Đen  là một cuộc nổi loạn được lên kế hoạch chống lại cộng đồng Tamil của Sri Lanka, trong đó phong trào JVP và các bộ phận của chính phủ có liên quan.
Nhiều thanh niên Tamil bị kích động đã tham gia các nhóm dân quân Tamil để chống lại chính phủ Sri Lanka, điều này được coi là chất xúc tác chính cho cuộc nổi dậy ở Sri Lanka.

#### Hỗ trợ của Ấn Độ
Để phản ứng với các yếu tố địa-chính trị khác nhau (xem sự can thiệp của Ấn Độ trong Nội chiến Sri Lanka) và các yếu tố kinh tế, từ tháng 8 năm 1983 đến tháng 5 năm 1987, Ấn Độ, thông qua cơ quan tình báo Research and Analysis Wing (RAW), đã cung cấp vũ khí, đào tạo và hỗ trợ tiền tệ đến sáu nhóm nổi dậy Tamil của Sri Lanka bao gồm cả LTTE. Trong thời kỳ đó, 32 trại được thành lập ở Ấn Độ để huấn luyện 495 người nổi dậy LTTE này, bao gồm 90 phụ nữ được huấn luyện theo 10 đợt. Lứa Hổ đầu tiên được huấn luyện tại Cơ sở 22 có trụ sở tại Chakrata, Uttarakhand. Đợt thứ hai, bao gồm trưởng bộ phận tình báo LTTE Pottu Amman, được đào tạo tại Himachal Pradesh. Prabakaran đã đến thăm lứa Hổ Tamil đầu tiên và lứa thứ hai để xem chúng huấn luyện. Tám đợt LTTE khác đã được đào tạo ở Tamil Nadu. Thenmozhi Rajaratnam bí danh Dhanu, kẻ thực hiện vụ ám sát Rajiv Gandhi và Sivarasan — kẻ chủ mưu chính là một trong những chiến binh được RAW huấn luyện, ở Nainital, Ấn Độ.
Vào tháng 4 năm 1984, LTTE chính thức gia nhập một mặt trận dân quân chung, Mặt trận Giải phóng Quốc gia Eelam (ENLF), một liên minh giữa LTTE, Tổ chức Giải phóng Tamil Eelam (TELO), Tổ chức Sinh viên Cách mạng Eelam (EROS), Tổ chức Giải phóng Nhân dân. của Tamil Eelam (PLOTE) và Mặt trận Giải phóng Nhân dân Cách mạng Eelam (EPRLF).

#### Đụng độ với các nhóm nổi dậy khác
TELO thường giữ quan điểm của người Ấn Độ về các vấn đề và thúc đẩy quan điểm của Ấn Độ trong các cuộc đàm phán hòa bình với Sri Lanka và các nhóm khác. LTTE đã phủ nhận quan điểm của TELO và cho rằng Ấn Độ chỉ hành động vì lợi ích của mình. Kết quả là LTTE đã tách khỏi ENLF vào năm 1986. Ngay sau đó, giao tranh đã nổ ra giữa TELO và LTTE và các cuộc đụng độ đã xảy ra trong vài tháng sau đó. Kết quả là gần như toàn bộ lãnh đạo TELO và ít nhất 400 chiến binh TELO đã bị LTTE giết. LTTE tấn công các trại huấn luyện của EPRLF vài tháng sau đó, buộc lực lượng này phải rút khỏi bán đảo Jaffna. Thông báo được đưa ra với hiệu lực rằng tất cả các phần tử nổi dậy Tamil còn lại tham gia LTTE ở Jaffna và ở Madras, nơi các nhóm Tamil đặt trụ sở chính. Với việc các nhóm chính bao gồm TELO và EPRLF bị loại bỏ, khoảng 20 nhóm nổi dậy Tamil còn lại sau đó đã được đưa vào LTTE, biến Jaffna trở thành một thành phố do LTTE thống trị.
Một thực tiễn khác đã làm tăng sự ủng hộ của người Tamil là các thành viên của LTTE tuyên thệ trung thành trong đó nêu rõ mục tiêu của LTTE là thành lập một nhà nước cho người Tamil Sri Lanka. Năm 1987, LTTE thành lập Black Tigers, một đơn vị chịu trách nhiệm tiến hành các cuộc tấn công liều chết nhằm vào các mục tiêu chính trị, kinh tế và quân sự, và tiến hành cuộc tấn công liều chết đầu tiên nhằm vào một doanh trại của Quân đội Sri Lanka, giết chết 40 binh sĩ. Các thành viên LTTE bị cấm hút thuốc lá và uống rượu dưới mọi hình thức. Các thành viên LTTE được yêu cầu tránh các thành viên gia đình của họ và tránh giao tiếp với họ. Ban đầu, các thành viên LTTE bị cấm có quan hệ yêu đương hoặc quan hệ tình dục vì nó có thể ngăn cản động cơ chính của họ, nhưng chính sách này đã thay đổi sau khi Prabhakaran kết hôn với Mathivathani Erambu vào tháng 10 năm 1984.

### Thời kỳ IPKF
Vào tháng 7 năm 1987, đối mặt với sự giận dữ ngày càng tăng của người Tamil và dòng người tị nạn, Ấn Độ lần đầu tiên can thiệp trực tiếp vào cuộc xung đột bằng cách ban đầu đưa các bưu kiện thực phẩm vào Jaffna. Sau khi đàm phán, Ấn Độ và Sri Lanka tham gia vào Hiệp định Ấn Độ-Sri Lanka. Mặc dù xung đột giữa người Tamil và Sinhalese, Ấn Độ và Sri Lanka đã ký hiệp định hòa bình thay vì Ấn Độ gây ảnh hưởng để cả hai bên ký hiệp định hòa bình giữa họ. Hiệp định hòa bình đã ấn định một mức độ tự trị nhất định của khu vực ở các khu vực Tamil, với Mặt trận Giải phóng Nhân dân Cách mạng Eelam (EPRLF) kiểm soát hội đồng khu vực và kêu gọi các nhóm chiến binh Tamil đầu hàng. Ấn Độ đã gửi một lực lượng gìn giữ hòa bình, được đặt tên là Lực lượng Giữ gìn Hòa bình Ấn Độ (IPKF), một bộ phận của Quân đội Ấn Độ, đến Sri Lanka để thực thi việc giải giáp và giám sát hội đồng khu vực.

#### Chiến tranh chống lại IPKF
Mặc dù các tổ chức dân quân Tamil không có vai trò trong thỏa thuận Indo-Lanka, hầu hết các nhóm, bao gồm EPRLF, TELO, EROS và PLOTE, đã chấp nhận thỏa thuận này. LTTE từ chối thỏa thuận vì họ phản đối Varadaraja Perumal của EPRLF là ứng cử viên trưởng bộ trưởng cho Tỉnh Đông Bắc sáp nhập. LTTE đã chỉ định ba ứng cử viên thay thế cho vị trí mà Ấn Độ đã từ chối. LTTE sau đó đã từ chối giao vũ khí của họ cho IPKF. Sau ba tháng căng thẳng, LTTE tuyên chiến với IPKF vào ngày 7 tháng 10 năm 1987.
Vì vậy, LTTE đã tham gia vào cuộc xung đột quân sự với Quân đội Ấn Độ và phát động cuộc tấn công đầu tiên vào một chiếc xe tải chở khẩu phần ăn của quân đội Ấn Độ vào ngày 8 tháng 10, giết chết 5 lính đặc nhiệm Ấn Độ trên tàu bằng cách thắt những chiếc lốp đang cháy quanh cổ họ. Chính phủ Ấn Độ tuyên bố rằng IPKF nên giải giáp LTTE bằng vũ lực. Quân đội Ấn Độ đã tiến hành các cuộc tấn công vào LTTE, bao gồm một chiến dịch kéo dài một tháng, Chiến dịch Pawan để giành quyền kiểm soát Bán đảo Jaffna. Sự tàn nhẫn của chiến dịch này và các chiến dịch chống LTTE sau đó của quân đội Ấn Độ, khiến nó trở nên cực kỳ không được lòng nhiều người Tamil ở Sri Lanka.

#### Hỗ trợ của chính phủ Premadasa
Sự can thiệp của Ấn Độ cũng không được lòng đa số người Sinhala. Thủ tướng Ranasinghe Premadasa cam kết rút IPKF ngay khi ông đắc cử tổng thống trong chiến dịch tranh cử tổng thống năm 1988. Sau khi đắc cử, vào tháng 4 năm 1989, ông bắt đầu đàm phán với LTTE. Tổng thống Premadasa đã ra lệnh cho Quân đội Sri Lanka bí mật bàn giao các lô hàng vũ khí cho LTTE để chống lại IPKF và người ủy nhiệm của nó, Quân đội Quốc gia Tamil (TNA). Các lô hàng này bao gồm RPG, súng cối, súng trường tự nạp đạn, súng trường tấn công Kiểu 81, súng trường tự động T56, súng lục, lựu đạn cầm tay, đạn dược và bộ liên lạc. Hơn nữa, hàng triệu đô la cũng đã được chuyển cho LTTE.

### Sau IPKF
Các thành viên cuối cùng của IPKF, được ước tính có sức mạnh hơn 100.000 người vào thời kỳ đỉnh cao, đã rời khỏi đất nước vào tháng 3 năm 1990 theo yêu cầu của Tổng thống Premadasa. Hòa bình không ổn định ban đầu được tổ chức giữa chính phủ và LTTE, và các cuộc đàm phán hòa bình đã tiến triển theo hướng cung cấp sự nhượng bộ cho người Tamil ở phía bắc và phía đông của đất nước. Một lệnh ngừng bắn được tổ chức giữa LTTE và chính phủ từ tháng 6 năm 1989 đến tháng 6 năm 1990, nhưng đã bị phá vỡ khi LTTE tàn sát 600 cảnh sát ở Tỉnh Miền Đông.
Giao tranh tiếp tục diễn ra trong suốt những năm 1990, và được đánh dấu bằng hai vụ ám sát quan trọng do LTTE thực hiện: vụ ám sát cựu Thủ tướng Ấn Độ Rajiv Gandhi năm 1991 và Tổng thống Sri Lanka Ranasinghe Premadasa năm 1993, sử dụng kẻ đánh bom liều chết trong cả hai lần. Chiến sự tạm dừng một thời gian ngắn vào năm 1994 sau khi Chandrika Kumaratunga được bầu làm Tổng thống Sri Lanka và bắt đầu các cuộc đàm phán hòa bình, nhưng giao tranh vẫn tiếp tục sau khi LTTE đánh chìm hai Tàu tấn công nhanh của Hải quân Sri Lanka vào tháng 4 năm 1995. Trong một loạt các hoạt động quân sự sau đó, Lực lượng Vũ trang Sri Lanka đã tái chiếm bán đảo Jaffna. Các cuộc tấn công tiếp theo diễn ra trong ba năm tiếp theo và quân đội đã chiếm được các khu vực rộng lớn ở phía bắc đất nước từ LTTE, bao gồm các khu vực ở vùng Vanni, thị trấn Kilinochchi và nhiều thị trấn nhỏ hơn. Từ năm 1998 trở đi, LTTE giành lại quyền kiểm soát các khu vực này, mà đỉnh điểm là việc đánh chiếm vào tháng 4 năm 2000 khu phức hợp căn cứ quan trọng chiến lược của Elephant Pass, nằm ở lối vào của Bán đảo Jaffna, sau cuộc chiến kéo dài chống lại Quân đội Sri Lanka.
Mahattaya, phó lãnh đạo một thời của LTTE, bị LTTE buộc tội phản quốc và bị giết vào năm 1994. Ông được cho là đã hợp tác với Nhóm Nghiên cứu và Phân tích Ấn Độ để loại bỏ Prabhakaran khỏi ban lãnh đạo LTTE.

### Ngừng bắn 2002

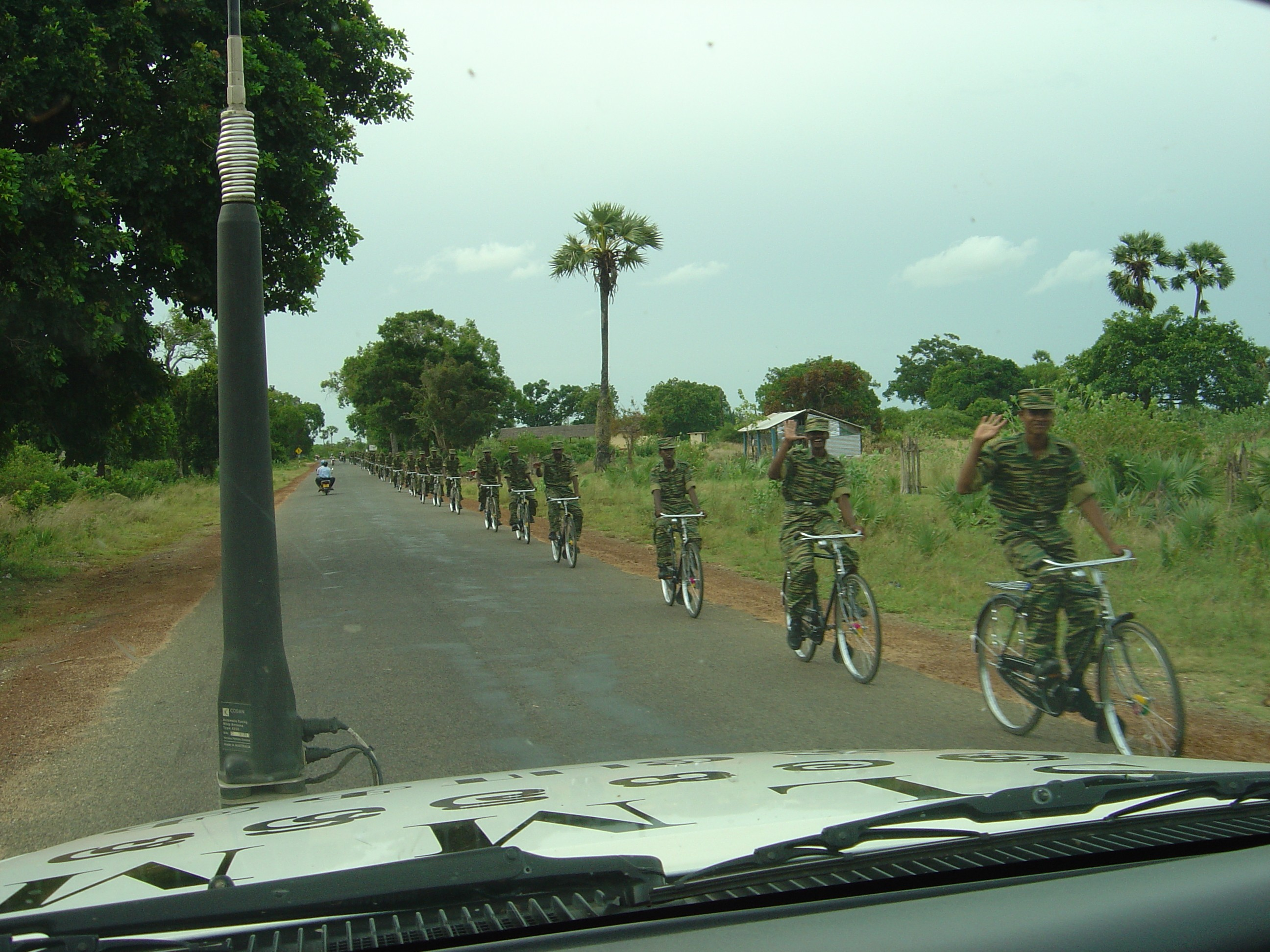
Một trung đội bộ binh xe đạp LTTE ở phía bắc Kilinochchi năm 2004

Năm 2002, LTTE từ bỏ yêu cầu về một nhà nước riêng biệt, thay vào đó yêu cầu một hình thức tự trị khu vực. Sau thất bại trong cuộc bầu cử long trời của Kumaratunga và Ranil Wickramasinghe lên nắm quyền vào tháng 12 năm 2001, LTTE tuyên bố đơn phương ngừng bắn. Chính phủ Sri Lanka đã đồng ý với lệnh ngừng bắn, và vào tháng 3 năm 2002, Thỏa thuận ngừng bắn (CFA) đã được ký kết. Là một phần của thỏa thuận, Na Uy và các nước Bắc Âu khác đã đồng ý cùng giám sát lệnh ngừng bắn thông qua Phái đoàn Giám sát Sri Lanka.
Sáu vòng đàm phán hòa bình giữa Chính phủ Sri Lanka và LTTE đã được tổ chức, nhưng chúng tạm thời bị đình chỉ sau khi LTTE rút khỏi cuộc đàm phán vào năm 2003 với tuyên bố "một số vấn đề quan trọng liên quan đến tiến trình hòa bình đang diễn ra". Năm 2003, LTTE đề xuất Cơ quan tự quản lâm thời (ISGA). Động thái này được cộng đồng quốc tế đồng tình nhưng bị Tổng thống Sri Lanka bác bỏ. LTTE đã tẩy chay cuộc bầu cử tổng thống vào tháng 12 năm 2005. Trong khi LTTE tuyên bố rằng những người dưới sự kiểm soát của nó được tự do bỏ phiếu, nhưng bị cáo buộc rằng họ đã sử dụng các lời đe dọa để ngăn cản người dân bỏ phiếu. Hoa Kỳ đã lên án điều này.

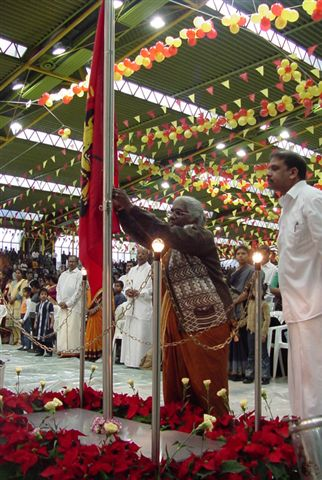
Mẹ của một cán bộ LTTE đã chết nâng lá cờ Tamil Eelam trên Maaveerar Naal 2002 ở Đức

Chính phủ mới của Sri Lanka lên nắm quyền vào năm 2006 và yêu cầu hủy bỏ thỏa thuận ngừng bắn, nói rằng xung đột sắc tộc chỉ có thể có giải pháp quân sự và cách duy nhất để đạt được điều này là loại bỏ LTTE. Các cuộc đàm phán hòa bình tiếp theo đã được lên kế hoạch tại Oslo, Na Uy, vào ngày 8 và 9 tháng 6 năm 2006, nhưng bị hủy bỏ khi LTTE từ chối gặp trực tiếp phái đoàn chính phủ, nói rằng các chiến binh của họ không được phép đi lại an toàn để tham dự cuộc đàm phán. Hòa giải viên Na Uy Erik Solheim nói với các nhà báo rằng LTTE nên chịu trách nhiệm trực tiếp về sự sụp đổ của các cuộc đàm phán. Rạn nứt gia tăng giữa chính phủ và LTTE, và dẫn đến một số vi phạm thỏa thuận ngừng bắn của cả hai bên trong năm 2006. Các cuộc tấn công liều chết, các cuộc giao tranh quân sự và các cuộc không kích đã diễn ra trong phần sau của năm 2006. Từ tháng 2 năm 2002 đến tháng 5 năm 2007, Phái đoàn Giám sát Sri Lanka đã ghi nhận 3.830 hành vi vi phạm lệnh ngừng bắn của LTTE, đối với 351 vi phạm của lực lượng an ninh. Đối đầu quân sự tiếp tục diễn ra trong năm 2007 và 2008. Tháng 1 năm 2008, chính phủ chính thức rút khỏi Thỏa thuận ngừng bắn.

### Bất mãn
Trong cuộc biểu tình quan trọng nhất về sự bất đồng trong tổ chức, một chỉ huy cấp cao của LTTE tên là Đại tá Karuna (biệt danh của Vinayagamoorthi Muralitharan) đã ly khai khỏi LTTE vào tháng 3 năm 2004 và thành lập TamilEela Makkal Viduthalai Pulikal (sau này là Tamil Makkal Viduthalai Pulikal), giữa những cáo buộc rằng các chỉ huy miền bắc đã xem thường nhu cầu của miền đông Tamil. Ban lãnh đạo LTTE cáo buộc anh ta xử lý sai quỹ và chất vấn anh ta về hành vi cá nhân gần đây của anh ta. Ông ta cố gắng giành quyền kiểm soát tỉnh phía đông từ LTTE, điều này đã gây ra các cuộc đụng độ giữa LTTE và TMVP. LTTE đã gợi ý rằng TMVP được chính phủ hậu thuẫn  và các giám sát SLMM của Bắc Âu đã chứng thực điều này. Sau đó được tiết lộ rằng Thành viên Quốc hội UNP Seyed Ali Zahir Moulana đã đóng một vai trò quan trọng trong vụ đào tẩu của Đại tá Karuna từ LTTE sang Chính phủ.

### Thất bại quân sự
Mahinda Rajapaksa được bầu làm tổng thống Sri Lanka vào năm 2005. Sau một thời gian đàm phán ngắn, LTTE đã rút khỏi các cuộc đàm phán hòa bình vô thời hạn. Bạo lực lẻ tẻ vẫn tiếp diễn và vào ngày 25 tháng 4 năm 2006, LTTE đã cố gắng ám sát Tư lệnh quân đội Sri Lanka, Trung tướng Sarath Fonseka. Sau vụ tấn công, Liên minh Châu Âu đã tuyên bố LTTE là một tổ chức khủng bố. Một cuộc khủng hoảng mới dẫn đến cuộc giao tranh quy mô lớn đầu tiên kể từ khi ký lệnh ngừng bắn xảy ra khi LTTE đóng cửa cống của hồ chứa Mavil Oya (Mavil Aru) vào ngày 21 tháng 7 năm 2006, và cắt nguồn cung cấp nước cho 15.000 ngôi làng trong các khu vực do chính phủ kiểm soát.. Cuộc tranh chấp này phát triển thành một cuộc chiến toàn diện vào tháng 8 năm 2006.
Sau sự đổ vỡ của tiến trình hòa bình vào năm 2006, quân đội Sri Lanka đã phát động một cuộc tấn công lớn chống lại Hổ, đánh bại LTTE về mặt quân sự và đưa toàn bộ đất nước vào quyền kiểm soát của nó. Các nhóm nhân quyền chỉ trích bản chất của chiến thắng bao gồm việc các thường dân Tamil bị giam giữ trong các trại tập trung mà ít hoặc không được tiếp cận với các cơ quan bên ngoài. Chiến thắng trước Những chú hổ được Tổng thống Sri Lanka Mahinda Rajapaksa tuyên bố vào ngày 16 tháng 5 năm 2009, và LTTE thừa nhận thất bại vào ngày 17 tháng 5 năm 2009. Prabhakaran bị quân chính phủ giết vào ngày 19 tháng 5 năm 2009. Selvarasa Pathmanathan kế nhiệm Prabhakaran làm lãnh đạo LTTE, nhưng sau đó ông ta bị bắt tại Malaysia và giao cho chính phủ Sri Lanka vào tháng 8 năm 2009.

#### Thất bại ở phía Đông
Chiến tranh Eelam IV đã bắt đầu ở phía Đông. Mavil Aru thuộc quyền kiểm soát của Quân đội Sri Lanka vào ngày 15 tháng 8 năm 2006. Về mặt hệ thống, Sampoor, Vakarai, Kanjikudichchi Aru và Batticaloa cũng nằm dưới sự kiểm soát của quân đội. Quân đội sau đó đã chiếm được Thoppigala, thành trì Tiger ở tỉnh Miền Đông vào ngày 11 tháng 7 năm 2007. IPKF đã không chiếm được nó từ LTTE trong cuộc tấn công vào năm 1988.

#### Thất bại ở phía Bắc
Các cuộc giao tranh lẻ tẻ đã xảy ra ở miền Bắc trong nhiều tháng, nhưng cường độ của các cuộc đụng độ đã tăng lên sau tháng 9 năm 2007. Dần dần, các tuyến phòng thủ của LTTE bắt đầu thất thủ. Quân đội tiến công đã giới hạn LTTE vào các khu vực đang giảm nhanh chóng ở miền Bắc. Prabhakaran bị thương nặng trong cuộc không kích do Không quân Sri Lanka thực hiện vào một khu phức hợp boongke ở Jayanthinagar vào ngày 26 tháng 11 năm 2007.     Trước đó, vào ngày 2 tháng 11 năm 2007, SP Thamilselvan, người đứng đầu cánh chính trị của phiến quân, đã bị giết trong một cuộc không kích khác của chính phủ. Ngày 2 tháng 1 năm 2008, chính phủ Sri Lanka chính thức từ bỏ thỏa thuận ngừng bắn. Đến ngày 2 tháng 8 năm 2008, LTTE mất Quận Mannar sau sự thất thủ của thị trấn Vellankulam. Các binh sĩ đã bắt giữ Po Officen và Mankulam trong những tháng cuối năm 2008.
Vào ngày 2 tháng 1 năm 2009, Tổng thống Sri Lanka, Mahinda Rajapaksa, thông báo rằng quân đội Sri Lanka đã chiếm được Kilinochchi, thành phố mà LTTE đã sử dụng trong hơn một thập kỷ làm thủ đô hành chính trên thực tế. Cùng ngày, Tổng thống Rajapaksa kêu gọi LTTE đầu hàng. Người ta nói rằng việc mất Kilinochchi đã gây ra thiệt hại đáng kể cho hình ảnh công khai của LTTE, và LTTE có khả năng sụp đổ dưới áp lực quân sự trên nhiều mặt trận. Kể từ ngày 8 tháng 1 năm 2009, LTTE từ bỏ các vị trí của mình trên bán đảo Jaffna để đứng chân cuối cùng trong khu rừng Mullaitivu, căn cứ chính cuối cùng của họ. Bán đảo Jaffna đã bị quân đội Sri Lanka đánh chiếm vào ngày 14 tháng 1. Vào ngày 25 tháng 1 năm 2009, quân SLA đã "đánh chiếm hoàn toàn" thị trấn Mullaitivu, thành trì lớn cuối cùng của LTTE.
Tổng thống Mahinda Rajapaksa tuyên bố chiến thắng quân sự trước Những con hổ Tamil vào ngày 16 tháng 5 năm 2009, sau 26 năm xung đột. Phiến quân đề nghị hạ vũ khí để đổi lấy sự đảm bảo an toàn. Vào ngày 17 tháng 5 năm 2009, người đứng đầu Bộ phận Quan hệ Quốc tế của LTTE, Selvarasa Pathmanathan đã thừa nhận thất bại, nói trong một tuyên bố qua email, "trận chiến này đã đi đến kết thúc cay đắng".

#### Hậu quả
Khi chiến tranh kết thúc, 11.664 thành viên LTTE, bao gồm 595 binh sĩ trẻ em đã đầu hàng quân đội Sri Lanka. Khoảng 150 cán bộ LTTE hạng nặng và 1.000 cán bộ trung cấp đã trốn sang Ấn Độ. Chính phủ đã hành động để phục hồi các cán bộ đã đầu hàng theo Kế hoạch Hành động Quốc gia về Tái hòa nhập các Cựu chiến binh trong khi các cơ quan nhân quyền quốc tế báo cáo các cáo buộc tra tấn, hãm hiếp và giết người. Chúng được chia thành ba loại; những người khó tính, không tham chiến và những người được tuyển mộ cưỡng bức (bao gồm cả lính trẻ em). 24 trung tâm phục hồi chức năng đã được thành lập ở Jaffna, Batticaloa và Vavuniya. Trong số các cán bộ bị bắt, có khoảng 700 thành viên khó tính. Một số cán bộ này được tích hợp vào Cơ quan Tình báo Nhà nước để xử lý các mạng lưới bên trong và bên ngoài của LTTE. Đến tháng 8 năm 2011, chính phủ đã tha hơn 8.000 cán bộ, và 2.879 người còn bị giam giữ.

### Hoạt động tiếp tục
Sau cái chết của thủ lĩnh LTTE Prabhakaran và những thành viên quyền lực nhất của tổ chức, Selvarasa Pathmanathan (bí danh KP) là thủ lĩnh thế hệ đầu tiên duy nhất còn sống. Ông đảm nhận vai trò lãnh đạo mới của LTTE vào ngày 21 tháng 7 năm 2009. Một tuyên bố đã được đưa ra, được cho là từ Ủy ban điều hành của LTTE, nói rằng Pathmanathan đã được bổ nhiệm làm lãnh đạo của LTTE. 15 ngày sau thông báo, vào ngày 5 tháng 8 năm 2009, một đơn vị tình báo quân đội Sri Lanka, với sự phối hợp của chính quyền địa phương, đã bắt được Pathmanathan tại khách sạn Tune, Trung tâm thành phố Kuala Lumpur, Malaysia. Bộ Quốc phòng Sri Lanka cáo buộc rằng Perinpanayagam Sivaparan bí danh Nediyavan của Liên minh Nhân dân Tamil Eelam (TEPA) ở Na Uy, Suren Surendiran của Diễn đàn Tamils của Anh (BTF), Cha SJ Emmanuel của Diễn đàn Tamil toàn cầu (GTF), Visvanathan Rudrakumaran của Chính phủ xuyên quốc gia của Tamil Eelam (TGTE) và Sekarapillai Vinayagamoorthy bí danh Kathirgamathamby Arivazhagan bí danh Vinayagam, một cựu lãnh đạo tình báo cấp cao đang cố gắng hồi sinh tổ chức của cộng đồng người Tamil. Sau đó, vào tháng 5 năm 2011, Nediyavan, người ủng hộ cuộc đấu tranh vũ trang chống lại nhà nước Sri Lanka, bị bắt và được tại ngoại ở Na Uy, chờ điều tra thêm.